# August Conradi
August (Eduard Moritz) Conradi (* 27. Juni 1821 in Berlin; † 26. Mai 1873 ebenda) war ein deutscher Komponist, Organist und Kapellmeister.

## Leben
Spätestens ab 1840 studierte Conradi an der Berliner Königl. Akademie bei August Wilhelm Bach Komposition, Orgel und Klavier sowie bei Carl Friedrich Rungenhagen Generalbass und Kontrapunkt. Zwischen 1840 und 1842 wurde er für seine Studienerfolge mehrfach ausgezeichnet. 1843 trat er das Organistenamt an der Kirche des Berliner Invalidenhauses an.
In die folgenden Jahre fiel die sporadische Zusammenarbeit mit Franz Liszt, die Anfang 1844 mit Conradis erstem Aufenthalt in Weimar begann. Vielleicht hatten sich beide schon 1841/42 kennengelernt, als Liszt in Berlin Triumphe feierte. Conradi besaß zu dieser Zeit die größere Erfahrung in der Instrumentierung, weshalb Liszt mit ihm gemeinsam die Partituren seiner ersten Orchesterwerke ausarbeitete. Mit Unterbrechungen dauerte diese Zusammenarbeit bis 1849. 1847 hatte Liszt Conradis Zigeunerpolka für Klavier bearbeitet. Als Conradi, nach kurzer Kapellmeistertätigkeit am Thalia-Theater, einer Berliner Liebhaberbühne, 1849 seine Laufbahn als Theaterkapellmeister am Stettiner Stadttheater begann, nahm Joachim Raff seinen Platz bei Liszt ein.
In das Jahr 1849 fiel auch die erste Zusammenarbeit mit dem Textautor David Kalisch, einem Meister der Berliner Posse, am Friedrich-Wilhelmstädtischen Theater in Berlin. Sie markiert Conradis endgültige und ausschließliche Hinwendung zur leichten Muse und den Beginn einer fruchtbaren und erfolgreichen Tätigkeit als Bühnenkomponist. Die weiteren Stationen waren das Königsstädtische Theater in Berlin (Februar 1851), das Düsseldorfer Opernhaus (Juli 1851), Kroll's Etablissement in Berlin (die spätere Kroll-Oper) (1852) und das Kölner Stadttheater (1852/53). Danach kehrte Conradi endgültig nach Berlin zurück, zunächst wieder zu Kroll, ehe er 1855 am Wallner-Theater erstmals für längere Zeit als Kapellmeister tätig wurde. 1864 schließlich folgte er dem nach Darmstadt berufenen Joseph Nesvadba als Kapellmeister am 1859 eröffneten Victoria-Theater nach.
Bis zu seinem Lebensende war der als Musiker wie als Mensch geachtete Conradi rastlos tätig. Neben seinen Erfolgen als Bühnenkomponist waren es vor allem seine Tänze, Märsche, Potpourris und Lieder für die bürgerlichen Berliner Salons, mit denen er ein beträchtliches Vermögen erwerben konnte, das nach dem Tode seiner Witwe weisungsgemäß dem Berliner Asylverein zufiel.
August Conradi wurde auf dem Friedhof Georgen-Parochial I in Berlin Prenzlauer Berg bestattet. Sein Grabstein trug die Inschrift: „War er im Leben an irdischen Gütern gewonnen, ließ er im Tode den Armen“ – die Grabstätte ist nicht mehr erhalten.

## Werke
Nach verheißungsvollem Start als Komponist der sog. „ernsten Musik“ (Sinfonien, Kammermusik) schrieb er Bühnenwerke, in erster Linie komische Opern, Possen, Burlesken, Schwänke und Zaubermärchen, ferner Lieder und Couplets, die z. T. volkstümlich wurden. Unter seinen zahlreichen Instrumentalwerken finden sich neben den erwähnten Märschen, Polkas und Potpourris auch Fantasien über zeitgenössische Opernthemen.
Er war führender Komponist der Berliner Lokalposse und arbeitete mit namhaften Librettisten wie Adolph L’Arronge, O. F. Berg, Carl Görlitz, Eduard Jacobson, David Kalisch und Heinrich Wilken erfolgreich zusammen. Ihre Possen, Schwänke, Burlesken usw. waren in erster Linie auf den Geist der preußischen Metropole zugeschnitten. Themen waren alle Aspekte im politischen und sozialen Umfeld, die kritisch oder parodistisch beleuchtet wurden. Sie spiegelten in gleichem Maße die Bedingungen des alltäglichen Leben der einfachen Bevölkerung wie der aktuellen gesellschaftlichen Verhältnisse der Zeit, die durchaus auch kritisch beleuchtet wurden. Der Bedarf an solchen Stücken war groß und es war keine Seltenheit, wenn sie über 200 Aufführungen erlebten.
Conradi war ein fleißiger, fruchtbarer Komponist, auch wenn seine Bühnenmusiken manchmal nur aus wenigen strophischen Gesangsnummern mit kurzen Vor- und Zwischenspielen bestanden. Dank ihrer Volkstümlichkeit wurden manche noch im 20. Jahrhundert gesungen, beispielsweise „Herzliebchen mein unterm Rebendach“ aus dem Volksstück „Berlin, wie es weint und lacht“ (1858) von O. F. Berg und David Kalisch.